# André Cruz
André Cruz (* 20. September 1968 in Piracicaba), mit vollem Namen André Alves da Cruz, ist ein ehemaliger brasilianischer Fußballspieler.

## Sportliche Laufbahn

### Vereinskarriere
Der zentrale Abwehrspieler wechselte nach einer starken Saison mit Flamengo Rio de Janeiro im Sommer 1990 nach Europa und schloss sich dem belgischen Erstligisten Standard Lüttich an. Nach vier starken Jahren wechselte er in die Serie A zum SSC Neapel und weckte dort das Interesse des AC Mailand, konnte sich dort jedoch nicht durchsetzen. Nach kurzen Zwischenspielen beim AC Turin und abermals Standard Lüttich spielte er drei Jahre lang im Trikot von Sporting Lissabon. In der portugiesischen Hauptstadt wurde er zweimal Meister und gewann einmal den Pokal. Seine Karriere beendete er 2004 in Brasilien.

### Auswahleinsätze
Zwischen 1988 und 1998 bestritt Cruz 31 Länderspiele für die Nationalmannschaft. Allerdings konnte er sich gegen die Konkurrenz auf der Innenverteidigerposition nicht dauerhaft durchsetzen und war kein regelmäßiger Stammspieler. 1998 nahm er an der WM in Frankreich teil, blieb jedoch ohne Einsatz. Im Anschluss trat er aus der Seleção zurück.

### Erfolge
Nationalmannschaft
- Copa Américasieger: 1989
- Vizeweltmeister 1998

Vereine
- Copa do Brasil: 1990
- Belgischer Pokalsieger: 1992/93
- Italienischer Meister: 1998/99
- Portugiesischer Meister: 1999/2000, 2001/02
- Portugiesischer Pokalsieger: 2001/02
- Portugiesischer Fußball-Supercupsieger: 2000
- Campeonato Gaúcho: 2003